# Martin Paz
Martin Paz je historická novela francouzského spisovatele Julesa Verna z roku 1852. Roku 1875 ji Verne vydal v jednom svazku s románem Chancellor (Le Chancellor), v rámci svého cyklu Podivuhodné cesty (Les Voyages extraordinaires).
Děj novely se odehrává v peruánské Limě, v době indiánského povstání proti španělským kolonizátorům. Indián Martin Paz se zamiluje do Sáry, dcery bohatého židovského obchodníka Samuela, kterému však jde pouze o zisk. Po vypuknutí povstání se Martinova láska dostává do tragického konfliktu s jeho povinností pomoci bojovníkům za svobodu.

## Česká vydání
- Martin Paz, Bedřich Kočí, Praha 1907, přeložil Karel Dyrynk, vyšlo v jednom svazku společně s románem Chancellor,
- Martin Paz, Mustang, Plzeň 1995, obsaženo ve svazku s názvem Doktor Ox a spol.
- Martin Paz, Návrat, Brno 2002, přeložil Vítězslav Unzeitig.